# Carl Door

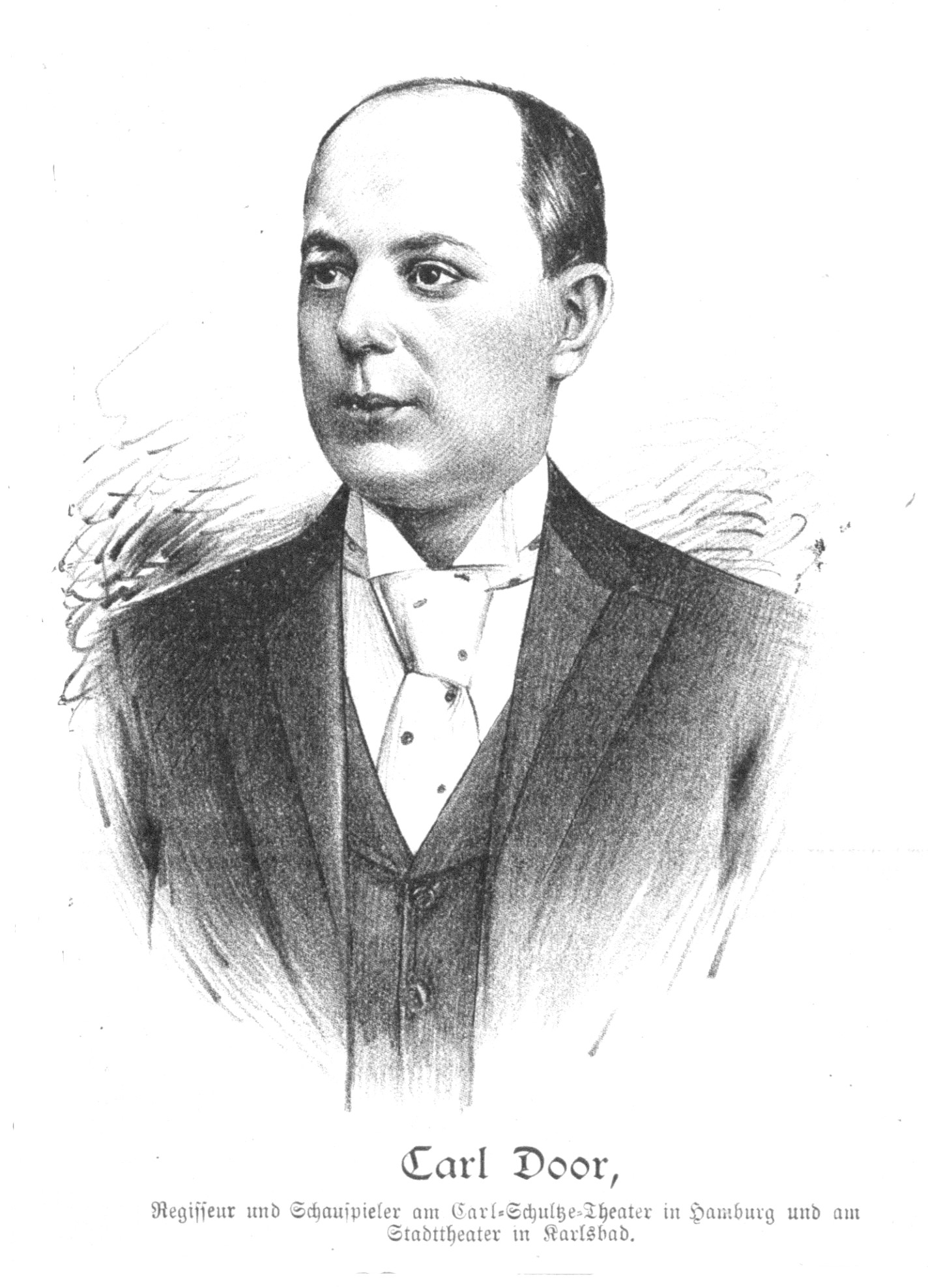
Carl Door im Jahre 1893

Carl Door, eigentlich Carl Doktor, (* 31. Mai 1860 in Prag; † nach 1934) war ein deutscher Theaterschauspieler und -regisseur.

## Leben
Seine Neigung wurde besonders genährt durch das Vorbild seines Bruders Max Door. Derselbe stand dem Vorsatz seines Bruders sympathisch gegenüber und förderte diesen Plan. Ohne dramatischen Unterricht genossen zu haben, trat Door seine Bühnenlaufbahn an. Von 1885 bis 1886 wirkte er in Aachen, von 1886 bis 1887 in Amsterdam, von 1887 bis 1888 in Metz, von 1889 bis 1891 in Bremen und von 1891 bis 1898 in Hamburg, von wo er an das Josefstädter Theater verpflichtet wurde. Dort wirkte er vorzugsweise als Regisseur des Lustspiels.
Im ersten Jahrzehnt des 20. Jahrhunderts setzte er seine Karriere als Spiel- und Theaterleiter in der k.u.k.-Provinz fort, u. a. als Direktor des Sommertheaters Bad Ischl, kurz vor dem Ersten Weltkrieg ist er im böhmischen Budweis nachweisbar. 1926 leitete er das Femina-Theater und die Favoritner Volksbühne in Wien. Noch 1934 scheint er als Theateragent auf.